# Мар'ян Кшаклевський
Мар'ян Кшаклевський (пол. Marian Krzaklewski; 23 серпня 1950, Кольбушова) — польський профспілковий діяч і політик. Другий голова профспілки «Солідарність» у 1991—2002 роках. Засновник і лідер правого політичного руху Виборча акція Солідарність (AWS). Депутат сейму у 1997—2001 роках. Представник «Солідарності» у Європейському соціально-економічному комітеті.

## Науково-виробнича спеціалізація
У 1975 році закінчив Сілезький технічний університет у Гливице. Фахівець з АСУ й обчислювальної техніки, доктор технічних наук. Дисертацію писав на тему комп'ютеризації виробничих процесів у металургії.
У 1976—1984 роках працював у Департаменті систематики комплексної автоматизації Польської академії наук у Гливице. З 1985 року — науковий співробітник, з 1988 року — доцент Сілезького технологічного університету. Виступав з лекціями в Люблінському католицькому університеті.

## Наступник Валенси
У 1980 році приєднався до руху Солідарність. Був організатором структури незалежної профспілки до ПАН, входив до керівництва профцентру Верхньої Сілезії. При воєнному стані не зазнав серйозних репресій (жорстко переслідувалися відомі дисиденти та робітничі активісти, але Мар'ян Кшаклевський не відносився ні до тих, ні до інших).

Після релегалізації «Солідарності» у 1989 році Кшаклевський увійшов до складу національного керівництва профспілки та Громадянського комітету. 23 лютого 1991 року обраний головою «Солідарності», змінивши на цій посаді Леха Валенсу.
|                                             | Я знаю, що йду на зміну легенді, але я не маю часу думати про це. Я приймаю це на себе у той час, коли тріщини у союзі розширюються і роль «Солідарності» змінюється. |
| — Мар'ян Кшаклевський, 23 лютого 1991 року, | |

## Проти комунізму та лібералізму
Під керівництвом Кшаклевського у 1990 роках профспілка брала активну участь у польській політиці як правопопулістський рух. «Солідарність» підтримувала президента Валенсу. Іншими союзниками Кшаклевського були правоконсервативні політики — Ян Ольшевський, брати Лех і Ярослав Качинські. Супротивниками були Союз демократичних лівих сил (СДЛС, колишня ПОРП), Унія праці, інші ліві структури, частково ліберали з Унії Свободи (з останніми стосунки будувалися за принципами ідеологічного протистояння та ситуативно-політичної взаємодії).
Не можна сказати, щоб політика Кшаклевського призводила до великих успіхів. Вже на парламентських виборах 1991 року список «Солідарності» набрав лише близько 5 %, а на перші місця вийшли такі його опоненти, як ліберальна Демократична унія Тадеуша Мазовецького та СДЛС. Уряд Яна Ольшевського виявився нестійким і швидко пішов у відставку. Уряд Ганни Сухоцької, який прийшов до влади за підтримки «Солідарності», усунуто також за участю профспілки, яка ініціювала вотум недовіри (причини різкої переорієнтації полягала в зближенні уряду з пост-ПОРП і ліберальної приватизаційної політики, яка відкидалася правими популістами). На парламентських виборах 1993 року перемогу здобув СДЛС. У 1995 році Лех Валенса, попри підтримку «Солідарності», не зміг домогтися переобрання.
Найуспішнішими були соціальні акції «Солідарності» — боротьба за підвищення заробітків, проти приватизації промисловості, банкрутств і звільнень. Парадоксальним, на перший погляд чином, праві сили виступали під профспілковими гаслами проти неоліберальної політики «соціал-демократів» з колишньої компартії. Таким чином, активний антикомунізм «Солідарності» й особисто Кшаклевського цілком корелювався з популістськими соціальними вимогами. Ідеологічно профспілка Кшаклевського стояла на позиціях соціального католицизму. Насправді він відстоював поточні інтереси своєї соціальної бази, безвідносно до економічних концепцій.

## Уряд AWS
Виборчий успіх досягнуто на парламентських виборах 1997 року. Створена за ініціативою Кшаклевського AWS отримала понад третини поданих голосів і найбільшу кількість мандатів у сеймі. Було обрано і Мар'яна Кшаклевського від округу у Катовице.
Кшаклевський претендував на посаду прем'єр-міністра, але його кандидатура була неприйнятною для ліберальної Унії свободи, яка вступила до коаліції з AWS. Главою уряду став Єжи Бузек. Однак Кшаклевський, який очолював парламентську фракцію AWS, мав великий вплив на урядову політику та у свій час вважався «залаштунковим прем'єром». Він також очолював парламентську комісію з закордонних справ, входив до польської делегації у ПАРЄ. Його лінія у міжнародних справах ґрунтувалася на зближенні з консервативними партіями Західної Європи.
Період правління AWS збігся із загостренням соціально-економічних труднощів. Курс бюджетної економії завдяки промисловості (що повторює політику попередніх лівих урядів) викликав протести у соціальній базі «Солідарності». Коаліція AWS і лібералів розкололася. Кроки уряду щодо приватизації та реструктуризації промисловості призвели до вуличних зіткнень активістів «Солідарності» з поліцією, спрямованою проти маніфестантів урядом «Солідарності». Політичний стиль Кшаклевського критикувався за авторитарність, амбітність, схильність до залаштункових інтриг. Кшаклевський у відповідь наполягав на більш енергійній політиці, консолідації правих сил у єдиній соціально-католицькій коаліції.
На президентських виборах 2000 року Кшаклевський посів лише третє місце, зібравши лише 15,6 %. У 2001 році AWS зазнала нищівної поразки. Президентство й уряд знову виявилися сконцентрованими у руках пост-ПОРП.

## Після головування
Невдачі виборчого циклу 2000—2001 років спричинили відставку Мар'яна Кшаклевського з посади голови «Солідарності». На з'їзді профспілки у вересні 2002 року новим головою обрано інженера-суднобудівника Януша Шнядека, підпільника часів воєнного стану. «Солідарність» змінила політичну тактику — замість прямої участі в електоральній політиці зроблено ставку на підтримку близьких політичних сил. Цей курс виправдав себе: з 2005 року польська політика визначається двома партіями, які походять з «Солідарності» — правоконсервативною та праволіберальною.
Відійшовши від активної політики, Кшаклевський залишився членом Національної комісії — найвищого органу «Солідарності». Він представляє профспілку в Європейському соціально-економічному комітеті. Позиція Кшаклевського враховується у низці важливих соціально-економічних питань, хоча його рекомендації далеко не завжди втілюються в практику.
Кшаклевський перебуває в урядущій нині партії Громадянська платформа. Не збираючись повертатися в політику, зосередившись на експертній діяльності у Брюсселі, він, однак, бере участь у соціальних акціях «Солідарності», зокрема маніфестації у вересні 2013 року.
Прізвиська Мар'яна Кшаклевського Piękny («Гарний») і Duce («Дуче») відображають його імідж і стиль керівництва.